# Пам'ятки монументального мистецтва Тернополя
У Тернополі нараховується 23 пам'яток монументального мистецтва.

## Існуючі
| №   | Об'єкт                                                                        | Рік                                                       | Адреса                                                                                    | Ох. № | Фото |
| --- | ----------------------------------------------------------------------------- | --------------------------------------------------------- | ----------------------------------------------------------------------------------------- | ----- | ---- |
| 1.  | Пам'ятний знак — Ікона Матері Божої Неустанної Помочі                         | 4 грудня 2003                                             | бульвар Данила Галицького, 1а (подвір'я церкви Матері Божої Неустанної Помочі)            | 3040  |      |
| 2.  | Пам'ятник оперній співачці Соломії Крушельницькій                             | 2010                                                      | бульвар Т. Шевченка                                                                       | 3256  |      |
| 3.  | Пам'ятник провіднику Організації українських націоналістів Ярославові Стецьку | 1999                                                      | бульвар Т. Шевченка, сквер                                                                | 1688  |      |
| 4.  | Пам'ятник митрополиту Андрею Шептицькому                                      | 2001                                                      | бульвар Т. Шевченка, сквер А. Шептицького                                                 | 1687  |      |
| 5.  | Пам'ятник поету, письменнику, художнику Тарасові Шевченку                     | 1982                                                      | вул. Грушевського, сквер біля драмтеатру                                                  | 33    |      |
| 6.  | Пам'ятник академіку Володимирові Гнатюку                                      | 1999                                                      | вул. Кривоноса, 2                                                                         | 1690  |      |
| 7.  | Барельєф художника, реставратора Діонізія Шолдри                              | 1998                                                      | вул. Листопадова, 8 (на розі вул. Листопадової і Грушевського)                            | 1685  |      |
| 8.  | Художній надгробок на могилі Анни та Емілії Губер                             | 1860                                                      | вул. Микулинецька, 29, Микулинецький цвинтар                                              | 23    |      |
| 9.  | Пам'ятник вченому, академіку Іванові Горбачевському                           | 2004                                                      | вул. Руська, перед морфокорпусом медичного університету                                   | 1684  |      |
| 10. | Пам'ятник провіднику Організації українських націоналістів Степанові Бандері  | 2008                                                      | вул. С. Крушельницької, парк імені Тараса Шевченка, біля обласної державної адміністрації | 3257  |      |
| 11. | Пам'ятник поету, громадському діячу Іванові Франку                            | 1995                                                      | вул. Гетьмана Сагайдачного (сквер)                                                        | 1711  |      |
| 12. | Пам'ятник патріарху Йосифу Сліпому                                            | 2004                                                      | вул. Гетьмана Сагайдачного, перед Собором УГКЦ                                            | 1683  |      |
| 13. | Скульптура Ангела-хоронителя                                                  | 2001                                                      | вул. Старий Поділ, біля облпрофради                                                       | 1701  |      |
| 14. | Пам'ятник поету, письменнику Олександрові Пушкіну                             | споруджено — 1959, 1988 — реконструйовано, 2022 — знесено | вул. Чорновола (сквер)                                                                    | 28    |      |
| 15. | Барельєф громадсько-політичного діяча В'ячеслава Чорновола                    | 2000                                                      | б-р Т. Шевченка, 21 (на розі вул. Чорновола)                                              | 1702  |      |
| 16. | Пам'ятник князю Данилові Галицькому                                           | 2002                                                      | Майдан Волі                                                                               | 1682  |      |
| 17. | Алея Героїв                                                                   | 1984                                                      | Старий Парк                                                                               | 926   |      |
| 18. | Пам'ятник Герою Радянського Союзу Анатолію Живову                             | 1984                                                      | Старий Парк                                                                               | 926/1 |      |
| 19. | Пам'ятник Герою Радянського Союзу Миколі Карпенку                             | 1984                                                      | Старий Парк                                                                               | 926/5 |      |
| 20. | Пам'ятник Герою Радянського Союзу Олександрові Максименку                     | 1984                                                      | Старий Парк                                                                               | 926/6 |      |
| 21. | Пам'ятник Герою Радянського Союзу Миколі Пігорєву                             | 1984                                                      | Старий Парк)                                                                              | 926/3 |      |
| 22. | Пам'ятник Герою Радянського Союзу Григорію Танцорову                          | 1984                                                      | Старий Парк                                                                               | 926/2 |      |
| 23. | Пам'ятник Герою Радянського Союзу Вікторові Чалдаєву                          | 1984                                                      | Старий Парк                                                                               | 926/4 |      |

## Колишні
| №  | Об'єкт                                       | Рік | Адреса      | Ох. № | Фото |
| -- | -------------------------------------------- | --- | ----------- | ----- | ---- |
| 1. | Пам'ятник В. Леніну (демонтований у 1990 р.) |     | Майдан Волі |       |      |